# Vålån

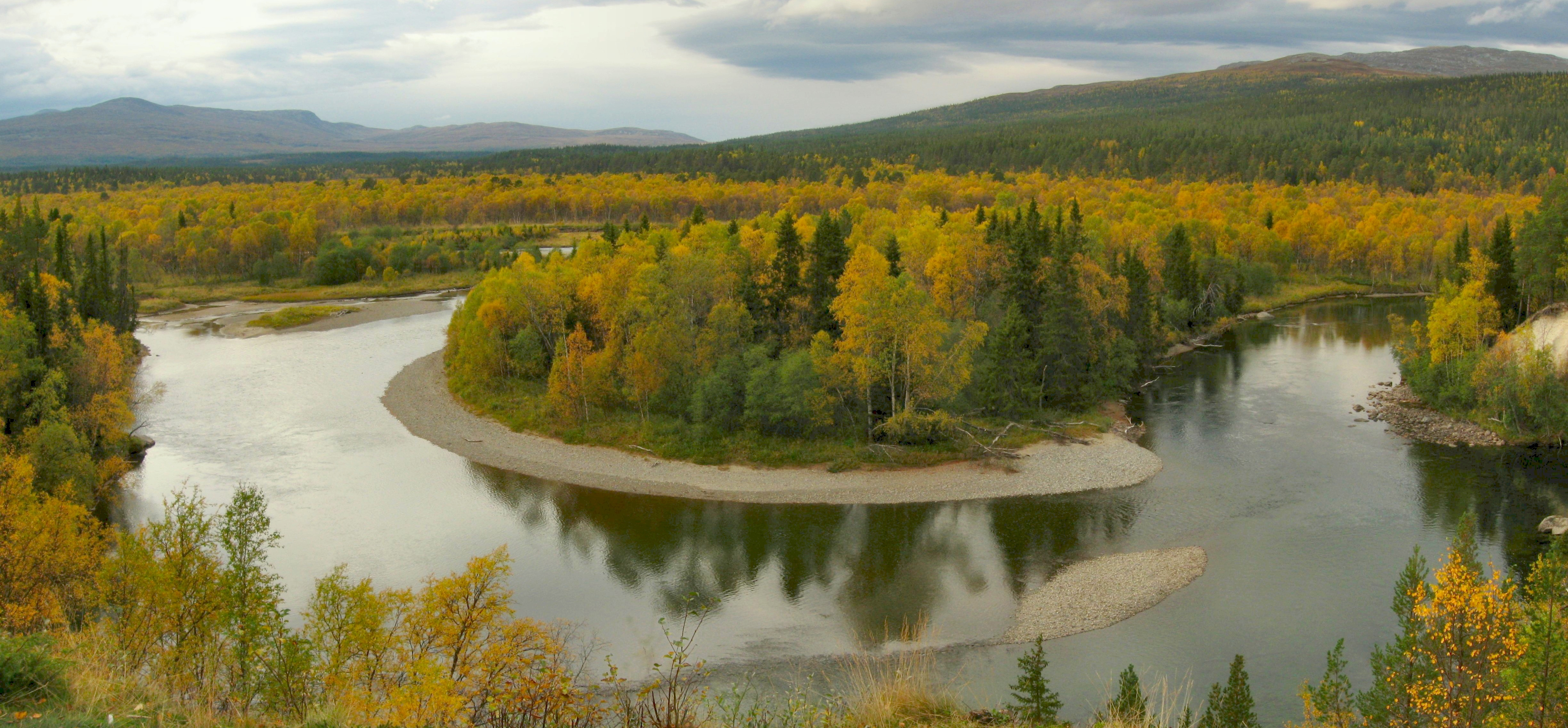
Vålån från utsiktsplatsen Nipan nära Vålådalen.

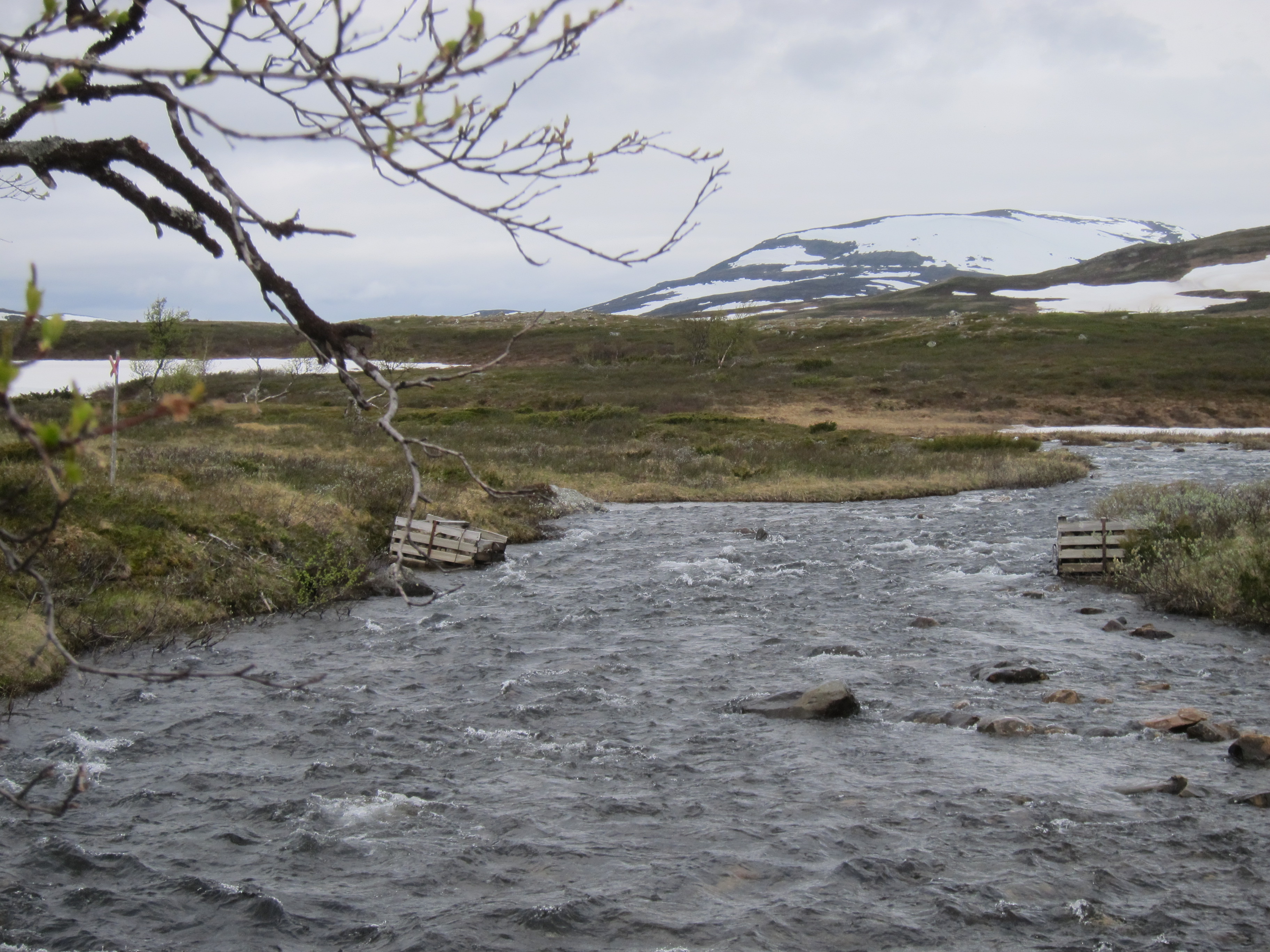
Vålån vid vinterleden nära Vålåstugan.

Vålån är en å som rinner i fjällen i Jämtland och är ett av Indalsälvens källflöden. Längden är ca 40 km. Vålån rinner från Vålåsjön genom Vålådalens naturreservat och mynnar i Ottsjön. Vålån består av ett flertal fall och forsar, bland andra Vålåfallet, Ingeborgsfallet och Vålåforsen.